# 18-й армейский корпус СС
18-й армейский корпус СС (нем. XVIII. SS-Armeekorps) — оперативно-тактическое объединение войск СС нацистской Германии периода Второй мировой войны. Создан в декабре 1944 года.
В составе корпуса не было частей или подразделений СС, приставка «СС» в именовании корпуса объясняется только тем, что командующим корпуса был назначен не генерал вермахта, а группенфюрер СС.

## История корпуса
Штаб корпуса создан в декабре 1944 г. В 1945 г. корпус сначала находился в Эльзасе в составе 8-й армии, а затем в составе 19-й армии в апреле 1945 отступил в Баварию. В баварском городке Шварцвальд 22 мая 1945 года части корпуса сложили оружие.

## Состав корпуса
В феврале 1945:
- 159-я пехотная дивизия
- 405-я пехотная дивизия
- 805-я пехотная дивизия
- 1005-я пехотная бригада

В апреле 1945:
- 805-я пехотная дивизия
- 1005-я пехотная бригада
- бригада «Баур»

## Командующие корпусом
- группенфюрер СС и генерал-лейтенант войск СС и полиции Хайнц Райнефарт (декабрь 1944 — 12 февраля 1945)
- обергруппенфюрер СС и генерал войск СС Георг Кепплер (12 февраля — 8 мая 1945)